# Џејкоб Броновски
Џејкоб Броновски (енгл. Jacob Bronowski; Лођ, 18. јануар 1908 — Источни Хемптон, 22. август 1974) је био британски математичар и биолог пољско-јеврејског порекла. Познат је као водитељ и сценариста документарне телевизијске серије The Ascent of Man која се емитовала на каналу BBC-а 1973. године.

## Књиге
- Песникова одбрана (The Poet's Defence, 1939)
- Виљем Блејк: човек без маске (William Blake: A Man Without a Mask, 1943)
- Здрав разум науке (The Common Sense of Science, 1951)
- Лице насиља (The Face of Violence, 1954)
- Наука и људске вредности (Science and Human Values, 1956)
- Виљем Блејк: едиција The Penguin Poets (William Blake: The Penguin Poets Series, 1958)
- Западна интелектуална традиција, од Леонарда до Хегела (The Western Intellectual Tradition, From Leonardo to Hegel, 1960) - коаутор
- Биографија једног атома (Biography of an Atom, 1963) - коаутор
- (1964)
- Идентитет човека (The Identity of Man, 1965)
- Природа и знање: филозофија савремене науке (Nature and Knowledge: The Philosophy of Contemporary Science, 1969)
- Виљем Блејк и Доба револуције (William Blake and the Age of Revolution, 1972)
- (1974)
- Осећај будућности (A Sense of the Future, 1977)
- Магична наука и цивилизација (Magic Science & Civilization, 1978)
- Порекло знања и имагинације (The Origins of Knowledge and Imagination, 1978)
- Визионарско око: Есеји о уметности, књижевности и науци (The Visionary Eye: Essays in the Arts, Literature and Science, 1979)